# Manuel Pla
Manuel Pla i Agustí (Balaguer, ca. 1725 – Madrid, 13 september 1766) was een Spaans componist, hoboïst en klavecinist uit de rococoperiode.

## Levensloop
Manuel kwam uit een Catalaanse familie van musici. Zijn oudere broer Joan Baptista Pla i Agustí (ca. 1720-1773) en zijn jongere broer Josep Pla i Agustí (ca. 1728-1762) waren eveneens hoboïst en componist.
Maar waar Joan Baptista Pla en Josep vanaf 1750 als rondtrekkende muzikanten door heel Europa reisden, trad Manuel in dienst van het Spaanse hof onder de koningen Ferdinand VI en Karel III. Vermoedelijk is hij nooit buiten Spanje geweest. Aan het hof speelde hij voornamelijk klavecimbel, maar hij beheerste ook andere instrumenten, zoals de hobo en de viool. Daarnaast componeerde hij.

## Werken
In tegenstelling tot zijn broers, die voornamelijk kamermuziek schreven, schreef Manuel Pla vooral vocale muziek. Een groot deel daarvan was bedoeld voor de Rooms-katholieke eredienst. Zijn muziek was populair in zijn tijd. Er liggen werken van zijn hand in de kathedraal van Zamora in Mexico, en in Guatemala-Stad ligt het enige manuscript van het lied Pedro, cuánto has dejado por seguir a tu maestro (‘Petrus, hoe veel heb je achtergelaten om je meester te volgen’). Er zijn geen aanwijzingen dat Pla ooit in Latijns-Amerika is geweest.
Pla schreef ook liturgische drama’s, zoals La fe de Abraham (‘Het geloof van Abraham’), Viaje del pueblo hebreo a la tierra de promisión (‘Tocht van het volk van Israël naar het Beloofde Land’) en Los trabajos de Adán (‘De werken van Adam’). Daarnaast schreef hij toneelmuziek, opera’s (waaronder El nacimiento de Jupiter van 1752), liederen en marsmuziek. Er bestaat ook een fluitconcert van zijn hand en een sinfonia in C groot. Het manuscript van zijn fluitconcert bevindt zich overigens in Udine in Italië.
In 2011 verscheen een cd met een selectie uit zijn religieuze muziek, waaronder een Salve Regina, in combinatie met het Stabat Mater van zijn broer Josep Pla. Ook het fluitconcert is op de plaat gezet.